# Myton (Utah)
Pour les articles homonymes, voir Myton.
Myton est une ville américaine située dans le comté de Duchesne, dans l’État de l'Utah. Sa population s’élevait à 569 habitants lors du recensement de 2010, estimée à 624 habitants en 2016.

## Démographie
| Groupe            | Myton | Utah | États-Unis |
| ----------------- | ----- | ---- | ---------- |
| Blancs            | 83,8  | 86,1 | 72,4       |
| Amérindiens       | 8,6   | 1,2  | 0,9        |
| Autres            | 3,9   | 2,7  | 2,9        |
| Métis             | 2,8   | 6,0  | 6,4        |
| Océaniens         | 0,5   | 0,9  | 0,2        |
| Asiatiques        | 0,2   | 2,0  | 4,8        |
| Afro-Américains   | 0,2   | 1,1  | 12,6       |
| Total             | 100   | 100  | 100        |
|                   |       |      |            |
| Latino-Américains | 11,1  | 13,0 | 16,7       |

Selon l'American Community Survey pour la période 2011-2015, 74,03 % de la population âgée de plus de 5 ans déclare parler l'anglais à la maison, 16,69 % déclare parler l'espagnol, 1,44 % une langue polynésienne, 1,24 % une langue chinoise, 0,73 % le serbo-croate, 9,31 % l'ute, 4,55 % le navajo et 0,43 % une autre langue.

## Source
- (en) Cet article est partiellement ou en totalité issu de l’article de Wikipédia en anglais intitulé « Myton, Utah » (voir la liste des auteurs).

1. ↑  (en) « Myton, UT Population - Census 2010 and 2000 », sur censusviewer.com.
2. ↑  (en) « Population of Utah - Census 2010 and 2000 », sur censusviewer.com (consulté le 23 mars 2016).
3. ↑  (en) « Language spoken at home by ability to speak english for the population 5 years and over. Universe: Population 5 years and over. 2010-2014 American Community Survey 5-Year Estimates », sur factfinder.census.gov.